# 阿部祐大朗
阿部 祐大朗（あべ ゆうたろう、1984年10月5日 - ）は、東京都出身の元サッカー選手。現役時のポジションはFW。

## 来歴
中学生時代から全国中学校体育大会で活躍し、U-17など世代代表に名を連ねていた。高校3年生時に横浜F・マリノスの特別指定選手としてJリーグ公式戦に出場。足元の柔らかさと懐の深さを活かしたポストプレーが得意であり、中村俊輔に技術の高さを認められる。10年に1人の逸材と評され将来を嘱望されながらも目立った活躍はできず、2011年シーズン終了後に現役を引退した。
引退後は、横浜モノリスにウェディングプランナーとして勤務し、2013年8月15日放送のワールドビジネスサテライトで紹介された。
現在はカードゲーム・ゲームソフト開発企業に勤務している。

## エピソード
- 高校時代のサッカー部の同期には、俳優・小説家の水嶋ヒロが在籍していた[6]。
- 2003年のワールドユースの際、監督が取材陣に対してコメントした「阿部はメンタルも技術も世界大会では通用しない」という発言がスポーツ紙の記事となり、それを知った阿部は「僕を思って言ってくれたありがたい発言なんですけど、当時はそう言われた反骨心で燃えるタイプでもなかったので、言われたショックを真正面から受けてしまい調子が下り坂になるポイントとなってしまった。でも世界大会で何も通用しなかったのは事実で、自分が一番言われたくない部分を突かれました」と引退後に心境を語っている[7]。またユース代表のチームメイトだった鈴木規郎も「ドバイのホテルで朝起きたら記事が出ていて、みんなで騒ついた。祐大朗がその新聞を見ないように隠そうと考えたが、確か当時のチームマネジャーがさらっと本人に言ってしまった」と述べている[8]。

## 所属クラブ
- 桐蔭学園中学校
- 桐蔭学園高等学校
  - 2001年 - 2002年 横浜F・マリノス (特別指定選手)
- 2003年 - 2004年 横浜F・マリノス
- 2005年 - 2006年 モンテディオ山形
- 2007年 - 同年7月 フェルヴォローザ石川・白山FC
- 2007年8月 - 2008年 徳島ヴォルティス
- 2009年 - 2011年 ガイナーレ鳥取

## 個人成績
| 国内大会個人成績 | 国内大会個人成績 | 国内大会個人成績 | 国内大会個人成績 | 国内大会個人成績 | 国内大会個人成績 | 国内大会個人成績 | 国内大会個人成績 | 国内大会個人成績 | 国内大会個人成績 | 国内大会個人成績 | 国内大会個人成績 |
| 年度             | クラブ           | 背番号           | リーグ           | リーグ戦         | リーグ戦         | リーグ杯         | リーグ杯         | オープン杯       | オープン杯       | 期間通算         | 期間通算         |
| 年度             | クラブ           | 背番号           | リーグ           | 出場             | 得点             | 出場             | 得点             | 出場             | 得点             | 出場             | 得点             |
| 日本             | 日本             | 日本             | 日本             | リーグ戦         | リーグ戦         | リーグ杯         | リーグ杯         | 天皇杯           | 天皇杯           | 期間通算         | 期間通算         |
| ---------------- | ---------------- | ---------------- | ---------------- | ---------------- | ---------------- | ---------------- | ---------------- | ---------------- | ---------------- | ---------------- | ---------------- |
| 2002             | 横浜FM           | 39               | J1               | 3                | 0                | 0                | 0                | 0                | 0                | 3                | 0                |
| 2003             | 横浜FM           | 29               | J1               | 6                | 0                | 2                | 0                | 0                | 0                | 8                | 0                |
| 2004             | 横浜FM           | 29               | J1               | 0                | 0                | 5                | 1                | 0                | 0                | 5                | 1                |
| 2005             | 山形             | 22               | J2               | 27               | 5                | -                | -                | 1                | 0                | 28               | 5                |
| 2006             | 山形             | 22               | J2               | 8                | 0                | -                | -                | 0                | 0                | 8                | 0                |
| 2007             | 石川・白山       | 11               | 北信越1部        | 11               | 4                | -                | -                | -                | -                | 11               | 4                |
| 2007             | 徳島             | 34               | J2               | 3                | 0                | -                | -                | 0                | 0                | 3                | 0                |
| 2008             | 徳島             | 13               | J2               | 24               | 2                | -                | -                | 0                | 0                | 24               | 2                |
| 2009             | 鳥取             | 11               | JFL              | 30               | 5                | -                | -                | 1                | 0                | 31               | 5                |
| 2010             | 鳥取             | 11               | JFL              | 24               | 8                | -                | -                | 0                | 0                | 24               | 8                |
| 2011             | 鳥取             | 11               | J2               | 13               | 1                | -                | -                | 1                | 0                | 14               | 1                |
| 通算             | 日本             | 日本             | J1               | 9                | 0                | 7                | 1                | 0                | 0                | 16               | 1                |
| 通算             | 日本             | 日本             | J2               | 75               | 8                | -                | -                | 2                | 0                | 77               | 8                |
| 通算             | 日本             | 日本             | JFL              | 54               | 13               | -                | -                | 1                | 0                | 55               | 13               |
| 通算             | 日本             | 日本             | 北信越1部        | 11               | 4                | -                | -                | -                | -                | 11               | 4                |
| 総通算           | 総通算           | 総通算           | 総通算           | 139              | 25               | 7                | 1                | 3                | 0                | 149              | 26               |

- 2002年は特別指定選手として出場

| 国際大会個人成績 | 国際大会個人成績 | 国際大会個人成績 | 国際大会個人成績 | 国際大会個人成績 |
| 年度             | クラブ           | 背番号           | 出場             | 得点             |
| AFC              | AFC              | AFC              | ACL              | ACL              |
| ---------------- | ---------------- | ---------------- | ---------------- | ---------------- |
| 2004             | 横浜FM           | 29               | 2                | 1                |
| 通算             | AFC              | AFC              | 2                | 1                |

その他の国際公式戦
- 2004年
  - A3チャンピオンズカップ 1試合0得点

## 経歴
- Jリーグ初出場-2002年7月13日 J1リーグ 1stステージ第8節
- Jリーグ初得点-2005年5月28日 J2リーグ 第14節

## タイトル・代表歴
中学3年生から各世代代表に名を連ねる
- 2000年 AFC U-17選手権得点王
- 2001年 FIFA U-17世界選手権 トリニダード・トバゴ大会
- 2003年 FIFAワールドユース・UAE大会

## 高校時代の全国大会歴
- 全国高校サッカー選手権
  - 2000年 第79回大会出場 (2回戦敗退)
  - 2001年 第80回大会出場 (1回戦敗退)
  - 2002年 第81回大会出場 (ベスト4)
- 全国高等学校総合体育大会
  - 2000年 岐阜大会出場 (2回戦敗退)
  - 2001年 熊本大会出場 (3回戦敗退)